# Antoine Walker
Antoine Devon Walker (Chicago, 12 agosto 1976) è un ex cestista statunitense, professionista nella NBA.

## Carriera
Antoine Walker è stato scelto nel draft NBA 1996 dai Boston Celtics. Nell'estate del 2003 è stato scambiato ai Dallas Mavericks, e da lì è iniziata la sua peregrinazione in diverse franchigie NBA.

Ha giocato per gli Atlanta Hawks, per poi ritornare per mezzo campionato ai Celtics, poi nei Miami Heat, dove ha vinto per la prima volta il titolo di campione NBA nel campionato 2005-06. 

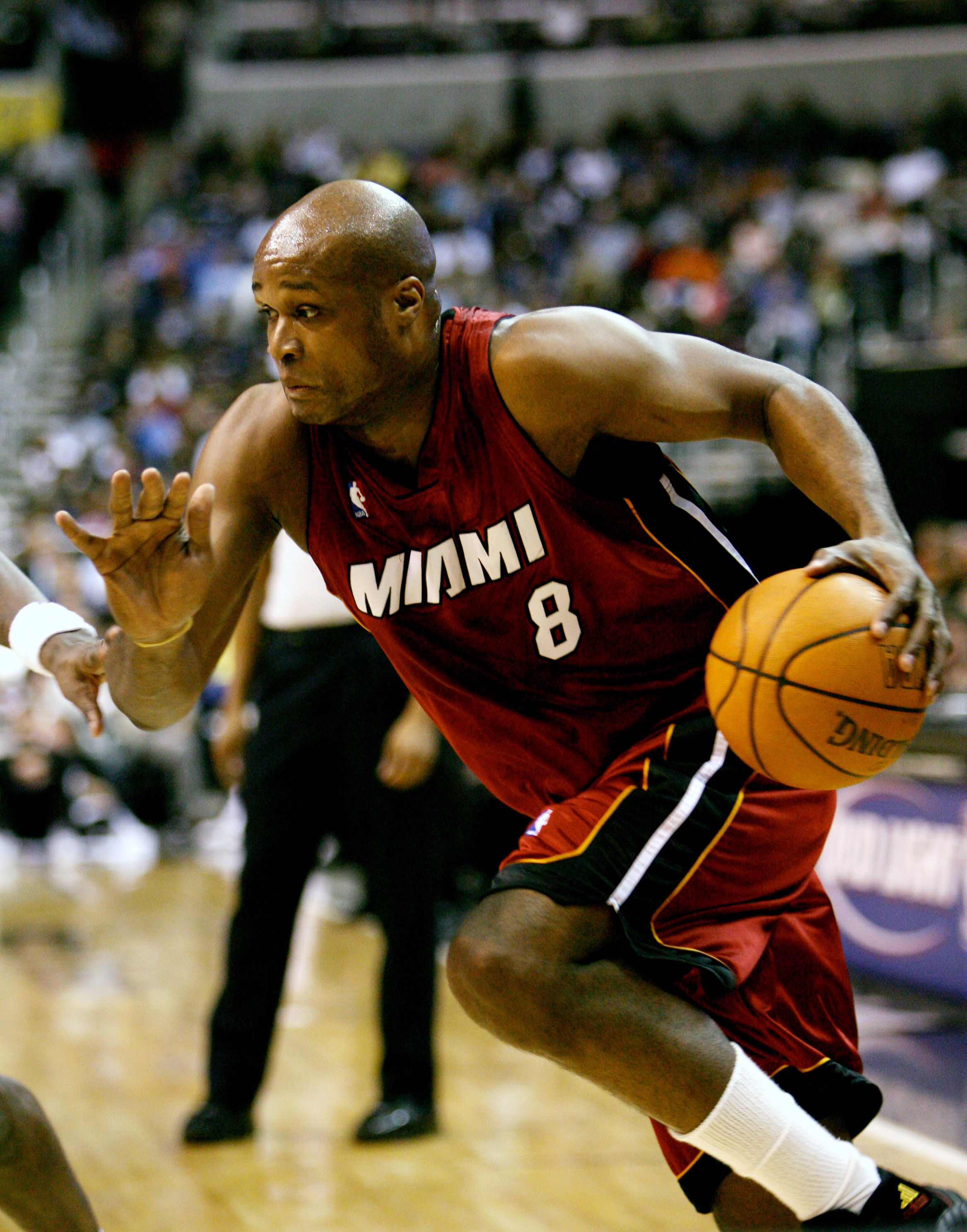
Walker in azione con la maglia dei Miami Heat

Con una trade che ha visto coinvolti ben 5 giocatori, nella stagione 2007-08 approda a Minneapolis, nei Minnesota Timberwolves.
Nel 2008 Walker viene di nuovo inserito in una grossa trade, che include i rookie O.J. Mayo e Kevin Love, e si trasferisce ai Memphis Grizzlies. Dopo una prima parte di campionato in cui non scende mai in campo, ottiene di essere tagliato dai Grizzlies, ed è lasciato libero di cercarsi una nuova squadra.
Il 5 gennaio 2009 viene arrestato a Miami Beach dopo che un poliziotto lo coglie ubriaco alla guida di un veicolo con i fari spenti intorno alle 6 del mattino.
Nel febbraio 2010 firma (insieme all'ex NBA Marcus Fizer) un contratto con i Mets de Guaynabo, formazione del campionato portoricano.
L'8 dicembre 2010, nell'ottica di un ritorno in NBA, firma un contratto in D-League con gli Idaho Stampede. La scelta di tornare sul campo di gioco è dettata da esigenza economica. Infatti l'ex campione NBA con i Miami Heat, aveva sperperato i 110 milioni di dollari guardagnati in 12 anni di carriera nella massima lega americana in gioco d'azzardo, abitazioni extra lusso e automobili, si era ritrovato quindi senza soldi. Dopo di questo, l'amico e collega cestista Nazr Mohammed è stato costretto a pagare metà della cauzione per il rilascio dal carcere in cui era stato condotto per il reato di bancarotta. Accetta in D-League un contratto da circa 25 000 dollari annuali.
Nell'aprile 2012 ha iniziato a circolare la notizia secondo la quale Walker avrebbe annunciato il suo ritiro dalla carriera agonistica.

## Highlights di carriera
- Campione NBA nella stagione 2005-06 con i Miami Heat
- 17º nella NBA in punti a partita (20,5) nel 1999-2000 con i Boston Celtics.
- Registrò la sua quarta tripla doppia in carriera con 30 punti, 19 rimbalzi e 10 assist contro i Milwaukee Bucks l'8 marzo 2000.
- Guidò i Celtics nel 1997-98 in punti (22,4 ppg - 5º nella NBA) in rimbalzi (10,2 rpg - 7º nella NBA), palle rubate (1,73 13º nella NBA) e doppie-doppie (47 - 2º nella NBA).
- Al suo debutto nello All Star Game del 1998 a New York segnò 4 punti, 3 rimbalzi e 3 assist.
- Registrò la sua terza tripla doppia in carriera con 27 punti, 14 rimbalzi e 10 assist contro gli Houston Rockets il 1º febbraio 1998.
- Fa parte dell'All Star Rookie Team nel 1996-97.
- Guidò i Celtics in punti (17,5 ppg), in rimbalzi (9,0 rpg), stoppate (53) e fu l'unico giocatore dei Celtics a giocare tutte le 82 partite nel 1996-97.
- Con 1.435 punti nel 1996-97 fu il secondo miglior rookie dei Celtics dopo Larry Bird (1.472).
- Nel 2001 fa il record di tiri da tre mancati in una partita, 11.

## Statistiche
| † | Denota le stagioni in cui ha vinto il titolo |

### NCAA
| Anno       | Squadra           | PG | PT | MP   | TC%  | 3P%  | TL%  | RP  | AP  | PRP | SP  | PP   |
| ---------- | ----------------- | -- | -- | ---- | ---- | ---- | ---- | --- | --- | --- | --- | ---- |
| 1994-1995  | Kentucky Wildcats | 33 | -  | 14,5 | 41,9 | 30,9 | 71,2 | 4,5 | 1,4 | 0,8 | 0,2 | 7,8  |
| 1995-1996† | Kentucky Wildcats | 36 | -  | 27,0 | 46,3 | 18,8 | 63,1 | 8,4 | 2,9 | 1,7 | 0,7 | 15,2 |
| Carriera   | Carriera          | 69 | -  | 21,0 | 44,9 | 25,2 | 66,0 | 6,5 | 2,2 | 1,3 | 0,5 | 11,7 |

### NBA

#### Regular Season
| Anno       | Squadra            | PG  | PT  | MP   | TC%  | 3P%  | TL%  | RP   | AP  | PRP | SP  | PP   |
| ---------- | ------------------ | --- | --- | ---- | ---- | ---- | ---- | ---- | --- | --- | --- | ---- |
| 1996-1997  | Boston Celtics     | 82  | 68  | 36,2 | 42,5 | 32,7 | 63,1 | 9,0  | 3,2 | 1,3 | 0,6 | 17,5 |
| 1997-1998  | Boston Celtics     | 82  | 82  | 39,9 | 42,3 | 31,2 | 64,5 | 10,2 | 3,3 | 1,7 | 0,7 | 22,4 |
| 1998-1999  | Boston Celtics     | 42  | 41  | 36,9 | 41,2 | 36,9 | 55,9 | 8,5  | 3,1 | 1,5 | 0,7 | 18,7 |
| 1999-2000  | Boston Celtics     | 82  | 82  | 36,6 | 43,0 | 25,6 | 69,9 | 8,0  | 3,7 | 1,4 | 0,4 | 20,5 |
| 2000-2001  | Boston Celtics     | 81  | 81  | 41,9 | 41,3 | 36,7 | 71,6 | 8,9  | 5,5 | 1,7 | 0,6 | 23,4 |
| 2001-2002  | Boston Celtics     | 81  | 81  | 42,0 | 39,4 | 34,4 | 74,1 | 8,8  | 5,0 | 1,5 | 0,5 | 22,1 |
| 2002-2003  | Boston Celtics     | 78  | 78  | 41,5 | 38,8 | 32,3 | 61,5 | 7,2  | 4,8 | 1,5 | 0,4 | 20,1 |
| 2003-2004  | Dallas Mavericks   | 82  | 82  | 34,6 | 42,8 | 26,9 | 55,4 | 8,3  | 4,5 | 0,8 | 0,8 | 14,0 |
| 2004-2005  | Atlanta Hawks      | 53  | 53  | 40,2 | 41,5 | 31,7 | 53,4 | 9,4  | 3,7 | 1,2 | 0,6 | 20,4 |
| 2004-2005  | Boston Celtics     | 24  | 24  | 34,5 | 44,2 | 34,2 | 55,7 | 8,3  | 3,0 | 1,0 | 1,1 | 16,3 |
| 2005-2006† | Miami Heat         | 82  | 19  | 26,8 | 43,5 | 35,8 | 62,8 | 5,1  | 2,0 | 0,6 | 0,4 | 12,2 |
| 2006-2007  | Miami Heat         | 78  | 15  | 23,3 | 39,7 | 27,5 | 43,8 | 4,3  | 1,7 | 0,6 | 0,2 | 8,5  |
| 2007-2008  | Minnesota T'wolves | 46  | 1   | 19,4 | 36,3 | 32,4 | 53,0 | 3,7  | 1,0 | 0,7 | 0,2 | 8,0  |
| Carriera   | Carriera           | 893 | 707 | 35,3 | 41,4 | 32,5 | 63,3 | 7,7  | 3,5 | 1,2 | 0,5 | 17,5 |
| All-Star   | All-Star           | 3   | 1   | 13,3 | 35,0 | 30,0 | 50,0 | 2,0  | 1,3 | 0,7 | 0,0 | 6,0  |

#### Play-off
| Anno     | Squadra          | PG | PT | MP   | TC%  | 3P%  | TL%  | RP   | AP  | PRP | SP  | PP   |
| -------- | ---------------- | -- | -- | ---- | ---- | ---- | ---- | ---- | --- | --- | --- | ---- |
| 2002     | Boston Celtics   | 16 | 16 | 43,9 | 41,1 | 38,5 | 78,1 | 8,6  | 3,3 | 1,5 | 0,4 | 22,1 |
| 2003     | Boston Celtics   | 10 | 10 | 44,0 | 41,5 | 35,6 | 50,0 | 8,7  | 4,3 | 1,7 | 0,4 | 17,3 |
| 2004     | Dallas Mavericks | 5  | 5  | 28,0 | 36,1 | 10,0 | 57,1 | 10,0 | 2,4 | 1,2 | 0,6 | 9,8  |
| 2005     | Boston Celtics   | 6  | 6  | 37,3 | 41,3 | 36,8 | 63,6 | 7,3  | 2,3 | 1,2 | 1,0 | 16,7 |
| 2006†    | Miami Heat       | 23 | 23 | 37,5 | 40,3 | 32,4 | 57,4 | 5,6  | 2,4 | 1,0 | 0,3 | 13,3 |
| 2007     | Miami Heat       | 4  | 0  | 23,0 | 40,5 | 50,0 | 81,8 | 2,3  | 1,5 | 0,5 | 0,3 | 11,8 |
| Carriera | Carriera         | 64 | 60 | 38,5 | 40,6 | 35,2 | 66,3 | 7,1  | 2,9 | 1,2 | 0,4 | 16,1 |

#### Massimi in carriera
- Massimo di punti: 49 vs Washington Wizards (7 gennaio 1998)[4]
- Massimo di rimbalzi: 21 vs Orlando Magic (21 marzo 1997)
- Massimo di assist: 14 (2 volte)
- Massimo di palle rubate: 6 vs Vancouver Grizzlies (13 febbraio 2001)
- Massimo di stoppate: 4 (6 volte)
- Massimo di minuti giocati: 54 vs Atlanta Hawks (22 novembre 2002)

## Palmarès
- McDonald's All American (1994)
- Campione NCAA (1996)
- Campionato NBA: 1

Miami Heat: 2006
- NBA All-Rookie First Team (1997)
- 3 volte NBA All-Star (1998, 2002, 2003)